# Біометричний паспорт

Логотип біометричного паспорта

Біометри́чний па́спорт — це документ, що дає право на виїзд за межі країни і в'їзд до іноземних держав. Біометричний паспорт відрізняється від звичайного тим, що в нього вбудований спеціальний мікропроцесорний чип, який містить інформацію про його власника: двомірну фотографію його власника, а також його дані: прізвище, ім'я, по батькові, дату народження, відбитки пальців, номер паспорта, дату його видачі і закінчення терміну дії. Відрізнити біометричний паспорт від звичайного можна подивившись на обкладинку паспорта де має бути логотип біометричного паспорту. Із біометричним паспортом можна в'їхати до значно більшої кількості країн без віз.

## Біометричний паспорт України

### Біометричний паспорт для виїзду за кордон
7 травня 2014 року Кабінет Міністрів України ухвалив Постанову, якою передбачено запровадження біометричних закордонних паспортів в Україні з 1 січня 2015 року.

Країни з біометричними паспортами:
Біометричний паспорт доступний для загалу

Оформлення та видача паспорта для виїзду за кордон громадянам здійснюється територіальними органами або підрозділами Державної міграційної служби України незалежно від місця проживання громадянина в Україні у взаємодії з Головним обчислювальним центром Єдиного державного демографічного реєстру та державним підприємством «Державний центр персоналізації документів». Громадянам, які постійно проживають в Україні, паспорт для виїзду за кордон може бути оформлено через центр надання адміністративних послуг. Також в Україні діє мережа центрів обслуговування громадян «Паспортний сервіс» державного підприємства «Документ», що належить до сфери управління Державної міграційної служби. Термін дії паспорту для дітей віком до 16 років — 4 роки, для громадян над 16 років — 10 років з дати видачі. 

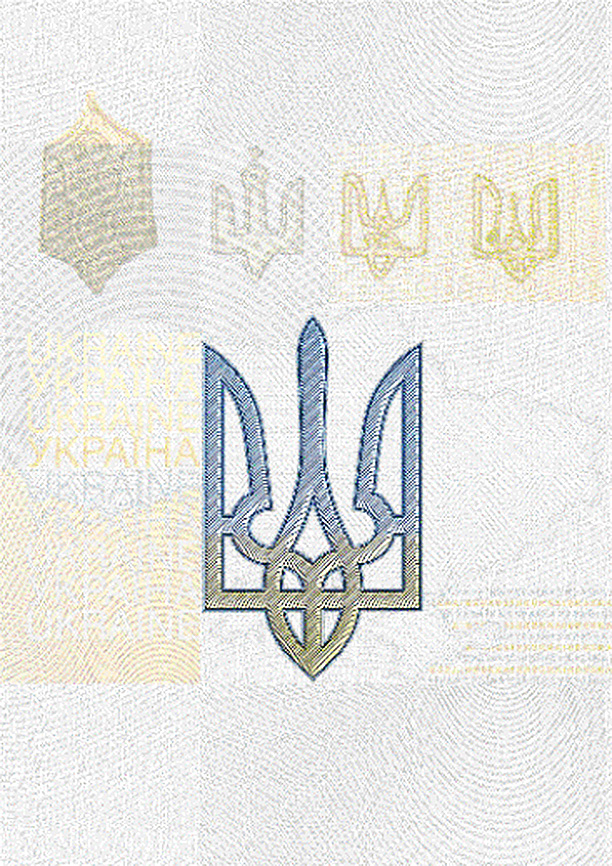
Форзац біометричного паспорта громадянина України для виїзду за кордон

Станом на травень 2018 року із закордонним біометричним паспортом українці можуть відвідувати без віз 127 країн світу і кількість країн буде зростати відповідно до умов договору між країнами (Україні автоматично поступово будуть надавати безвізовий режим деякі країни і території, які мають, наприклад, безвізовий режим із ЄС).

### Оформлення та обмін
При поданні заяви обов'язкова особиста присутність громадянина або подача здійснюється законним представником.  Видача дозволяється:
1. особі, яка досягла шістнадцятирічного віку, — на підставі її особистої заяви;
2. особі, яка не досягла шістнадцятирічного віку — на підставі заяви батьків (усиновлювачів), опікунів, піклувальників.

### Строки оформлення та вартість
У підрозділах Державної міграційної служби біометричний паспорт для виїзду за кордон виготовляють протягом 20 робочих днів з моменту подачі всіх необхідних документів. Сума адміністративного збору складає 694 грн. 00 коп. в тому числі: вартість адміністративної послуги — 352 грн., вартість бланка, визначена виробником — 342 грн. 00 коп.

### Терміновий розгляд
У разі термінового (протягом 7 робочих днів) оформлення, сума адміністративного збору складає 1046 грн. 00 коп., у тому числі: вартість адміністративної послуги — 704 грн., вартість бланка, визначена виробником — 342 грн. 00 коп.
Якщо поїздка пов'язана з терміновим лікуванням від'їжджаючого, від'їздом особи, яка супроводжує тяжкохворого, чи смертю родича, який проживав за кордоном, оформлення здійснюється протягом трьох робочих днів. Сума адміністративного збору складає 1046 грн. 00 коп., у тому числі: вартість адміністративної послуги — 704 грн., вартість бланка, визначена виробником — 342 грн. 00 коп.
Підстави для термінового розгляду:
1. лист МОЗ, обласного управління, Київського міського управління, про необхідність термінової поїздки за кордон для лікування;
2. повідомлення, що підтверджує факт смерті родича.

### Документи для оформлення біометричного закордонного паспорта
Для отримання такого паспорта необхідно подати:
1. заяву-анкету (особи віком від 16 років заповнюють анкету самостійно, дитині до 16 років паспорт оформлюють на основі заяви-анкети, яку подає один з батьків чи опікунів);
2. паспорт України (особам, яким виповнилось 14 років);
3. свідоцтво про народження (цей документ необхідний при оформленні першого закордонного біометричного паспорта для дітей віком до 14 років);
4. документи про оплату збору або документи про звільнення від збору;
5. заяву про відмову отримувати паспорт з безконтактним носієм або про відмову від внесення інформації до такого носія (у разі потреби);
6. попередній закордонний паспорт (за наявності);
7. ідентифікаційний код (для осіб, віком від 18 років, які оформлюють закордонний паспорт уперше).

Для оформлення закордонного біометричного паспорта дітям, яким ще не виповнилось 12 років, а також людям, які не можуть пересуватись самостійно (і це підтверджено довідкою з медзакладу), потрібно додатково надати дві фотографії розміром 3,5*4,5 см, а також фотографію 10*15 см для сканування та отримання відцифрованого зображення.
У разі оформлення паспорта особі, молодшій 16 років та яка проживає з одним із батьків, потрібно подати один з таких документів (оригінал або нотаріально завірену копію):
1. свідоцтво про смерть другого з батьків;
2. рішення суду про позбавлення батьківських прав другого з батьків;
3. рішення суду про визнання другого з батьків безвісно відсутнім;
4. рішення суду про визнання другого з батьків недієздатним;
5. довідки про реєстрацію місця проживання дитини разом з одним із батьків, який подає заяву, або іншого документа, що підтверджує таку реєстрацію;
6. витяг з Держреєстру про народження.

У разі оформлення паспорта для виїзду за кордон дитині-сироті, дитині, позбавленій батьківського піклування, молодшій 16 років, подається один з таких документів:
1. документ, що посвідчує повноваження директора дитячого закладу (контракту тощо);
2. договір про влаштування дитини до прийомної сім'ї;
3. договір про організацію діяльності дитячого будинку сімейного типу;
4. рішення органів опіки та піклування про встановлення опіки (піклування);
5. рішення суду про встановлення опіки (піклування);
6. договір про патронат.

### Постійне місце проживання
Для оформлення паспорта для виїзду за кордон в разі виїзду на постійне проживання за кордоном особа додатково подає:
1. свідоцтво про народження (для дітей до 16 років);
2. довідку про сплату податку з доходів фізичних осіб резидентом, який виїжджає за кордон або про відсутність податкових зобов'язань;
3. заяви батьків про відсутність у них вимог щодо стягнення аліментних платежів або копію постанови держвиконавця про закінчення провадження, якщо стягнення аліментів проводилося за рішенням суду.
4. заяву другого з батьків, який залишається в Україні, про відсутність неврегульованих аліментних зобов'язань — у разі виїзду дитини з одним із батьків;
5. оформлену письмово і засвідчену нотаріально згоду дитини віком від 14 до 16 років на виїзд з України на постійне проживання.[3]

### Біометричний закордонний паспорт дитини
Оформити закордонний біометричний паспорт громадянина України можливо відразу після народження дитини, якщо хоча б один із батьків є громадянином України. Формат документа, його вартість та строки виготовлення є такими ж, як і для дорослої людини.
Під час оформлення біометричного паспорта для виїзду за кордон дитини, обов'язково треба мати з собою паспорт громадянина України того з батьків, хто подає документи, оригінал свідоцтва про народження дитини, квитанцію про сплату збору, ідентифікаційний код дитини (якщо є), попередній закордонний паспорт дитини (за наявності). Залежно від віку дитини, процедура оформлення біометричного паспорта дещо відрізняється.
- Діти до 12 років: подання документів здійснює один із батьків, присутність дитини не обов'язкова, але з собою потрібно взяти фото дитини 10х15 та 2 фотографії розміром 3,5х4,5 см, відбитки пальців здавати не потрібно, біометричний закордонний паспорт дитини виготовлять строком на 4 роки;
- Діти, старші 12 років: документи на біометричний паспорт потрібно подавати разом з одним із батьків, сфотографуватися, здати відбитки пальців (за дозволом одного з батьків), термін дії паспорту 4 роки;
- Діти, старші 14 років: обов'язковою умовою є наявність ID-картки, потрібно здати відбитки пальців та поставити цифровий підпис, паспорт дійсний протягом 4 років, подача документів здійснюється разом з одним із батьків;
- Діти, старші 16 років: можуть подавати усі необхідні документи самостійно, потрібно здавати відбитки, зробити цифровий підпис, документ для виїзду за кордон отримають на 10 років.

### Бланк біометричного паспорта для виїзду за кордон

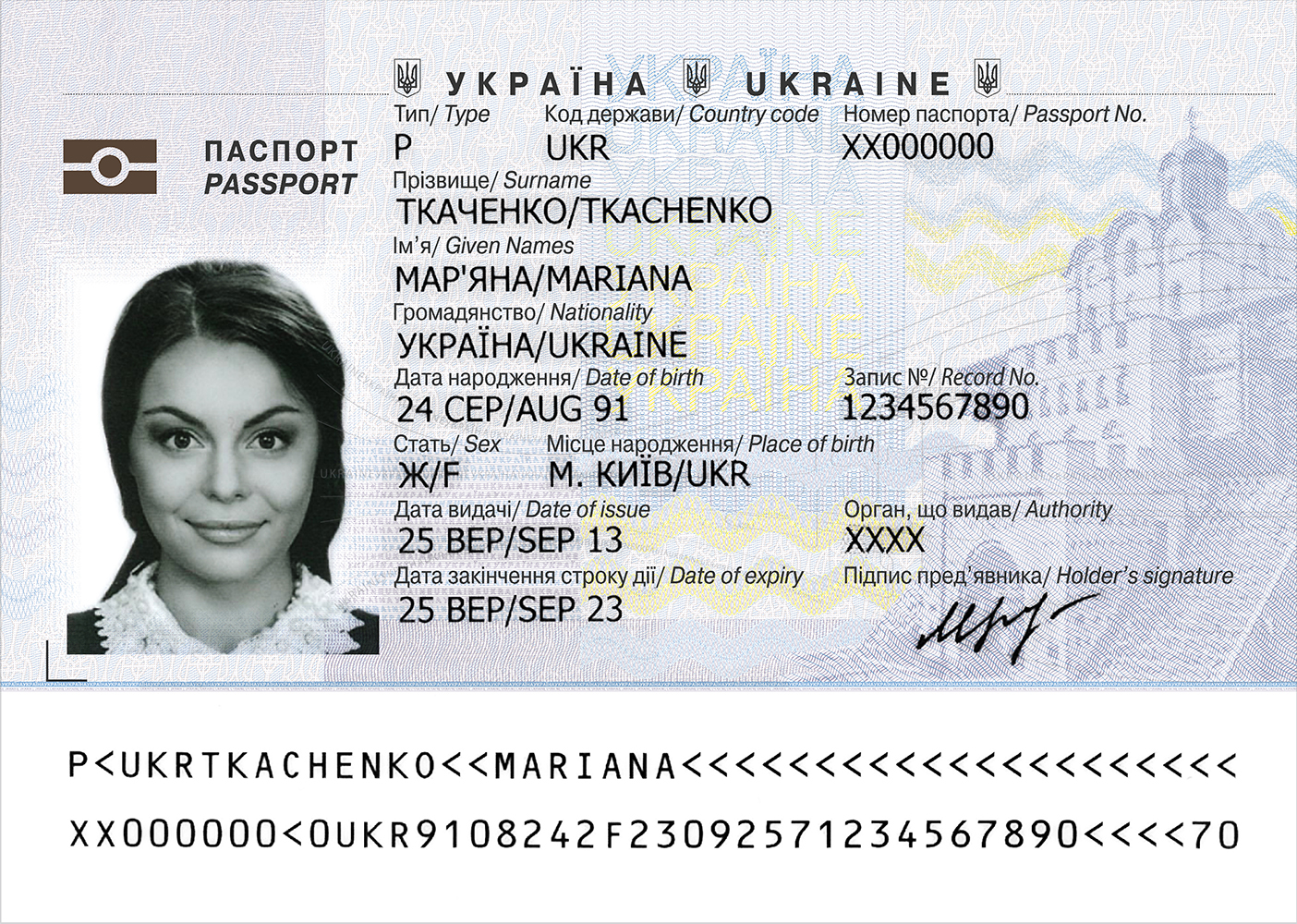
Лицьовий бік сторінки даних біометричного паспорта громадянина України для виїзду за кордон

Бланк паспорта громадянина України для виїзду за кордон з безконтактним електронним носієм (далі — бланк паспорта) виготовляється у формі книжечки розміром 88 х 125 міліметрів. Бланк паспорта складається з м'якої обкладинки, форзаца, сторінки даних і 32 паперових сторінок.
У праву частину обкладинки імплантовано безконтактний електронний носій, який відповідає вимогам стандарту ISO/IEC 14443A щодо запису і зчитування даних та вимогам IKAO, що встановлюються до електронних документів. Сторінка даних виготовляється з багатошарового полімерного матеріалу (полікарбонат) і розміщується між лівою частиною форзаца та першою паперовою сторінкою. Бланк паспорта скріплюється замкненим швом, нитками із захисними властивостями, що набувають червоного свічення під дією джерела ультрафіолетового опромінення.
Обкладинка бланка паспорта виготовляється із зносостійкого палітурного матеріалу темно-синього кольору. У верхній частині лицьового боку обкладинки українською мовою двома рядками розташовано напис «УКРАЇНА ПАСПОРТ», нижче — зображення малого Державного Герба України, під ним англійською мовою двома рядками розміщено напис «UKRAINE PASSPORT». У нижній частині лицьового боку обкладинки розміщується спеціальний символ, який свідчить про наявність безконтактного електронного носія. Написи, зображення малого Державного Герба України та спеціальний символ виконані тисненням фольгою золотого кольору.
Законом України «Про Єдиний державний демографічний реєстр та документи, що підтверджують громадянство України, посвідчують особу чи її спеціальний статус» передбачено перелік інформації, що вноситься до біометричних документів:
1. назва держави;
2. назва документа;
3. ім'я особи;
4. стать;
5. громадянство;
6. дата народження;
7. унікальний номер запису в Реєстрі;
8. номер документа;
9. дата закінчення строку дії документа;
10. дата видачі документа;
11. уповноважений суб'єкт, що видав документ (код);
12. місце народження;
13. відцифрований образ обличчя особи;
14. відцифрований підпис особи.[8][9]

Сторінки друга — п'ята призначені для особливих відміток. У верхній частині цих сторінок паралельно коротшому краю бланка паспорта українською і англійською мовами через скісну риску надруковано слова «ОСОБЛИВІ ВІДМІТКИ/SPECIAL NOTES».

### Зображення

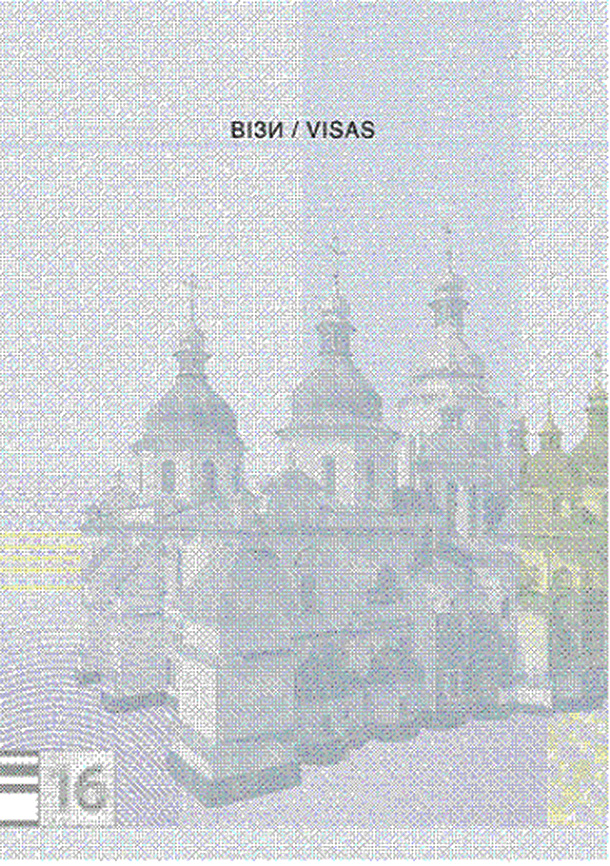
Сторінка 16. Зображення Софії Київської

Окрім малого Державного Герба України, виконаного лінійним растром; гільйошного зображення у вигляді хвилястих ліній і слова «УКРАЇНА UKRAINE», на цих сторінках надруковано зображення:
- печаток Подніпров'я VI—VIII століть, Святополка Ізяславича, м. Київ, початок XII століття, Юрія Львовича початку XIV століття (стор. 2);
- графічний малюнок «Козацький каламар з пером» (стор. 3, 5);
- печаток гетьмана Б. Хмельницького 1648 р., Київського Магістрату 1698 р., Української Народної Республіки 1918 р. (стор. 4);
- глиняного посуду (глека) та фрагментів орнаменту трипільської культури (стор. 6-7);
- глиняних фігурок трипільської культури (Гіперборейська Лада — Ненька Україна) та силует пагорбів степу (стор. 8-9);
- міста-фортеці Неаполя Скіфського та фрагмента Скіфської Пекторалі (стор. 10-11);
- скіфських кам'яних баб та силуету скіфського кургану (стор. 12.);
- сережки у вигляді сфінкса та пластини-аплікації із зображенням богині Апі (стор. 13);
- Херсонеса Таврійського в м. Херсонесі (стор. 14);
- фрагмента мініатюри «Повість минулих літ» (стор. 15);
- собору та фрагментів інтер'єру собору Софії Київської (стор. 16-17);
- гравюри «Панорама міста Львів», печатки галицько-волинського князя Юрія Тройденовича та зображення лева на кам'яній пластині (стор. 18);
- Луцького замку та фрагмент неба (стор. 19);
- Кам'янець-Подільської фортеці (стор. 20);
- Білгород-Дністровської фортеці (стор. 21);
- пам'ятника Богдану Хмельницькому в Києві (стор. 22);
- булав та Герба війська Запорізького (стор. 23);
- козацьких музичних інструментів бандури та литаври, Хотинської фортеці та фрагмент козацького човна «Чайка» (стор. 24);
- фрагмента картини В. Орловського «Хати в літній день», фрагмента козацького човна «Чайка» та фігури козака з акварелі С. Васильківського (стор. 25);
- Старий академічний корпус Києво-Могилянської академії у Києві (стор. 26);
- фрагмента гравюри І. Щірського «Студенти Києво-Могилянської академії» та відкритої книги (стор. 27);
- Одеського національного академічного театру опери та балету (стор. 28);
- малого Герба Української Народної Республіки (УНР) та фігур жінки і чоловіка (стор. 29);
- ракетоносія «Зеніт» та фрагмента ДніпроГЕСу у м. Запоріжжі (стор. 30-31);
- зображення будинку Верховної Ради України та купола будинку Верховної Ради України у м. Києві (стор. 32).[3]